# Муслиманска бригада Осме дивизије НОВЈ
Муслиманска народноослободилачка бригада Осме дивизије НОВЈ формирана је крајем фебруара 1945. године у Цазинској крајини, од бораца Прве и Друге муслиманске бригаде Унске оперативне групе. Приликом формирања имала је 3 батљона укупне јачине од 1321 борца.
Од наоружања је имала 83 аутомата, 714 пушака, 72 пушкомитраљеза, 8 митраљеза, 14 минобацача, 11 противтенковских пушака, 5 ручних бацача,1 противтенковски топ и 43 пиштоља.
Дејствовала је у саставу Осме кордунашке дивизије НОВЈ у Цазинској крајини и Кордуну.
Истакла се у борбама за ослобођење Бихаћа крајем марта 1945, а водила је, поред осталог, жестоке борбе до средине маја код села Пиљуге, Чуке, Својић, Матиновићи и Орешчанског. Након тога је нарасла на 4 батаљона.